# NGC 1109
NGC 1109 (również IC 1846, PGC 10573 lub UGC 2265) – zwarta galaktyka (C), znajdująca się w gwiazdozbiorze Barana. Odkrył ją Albert Marth 2 grudnia 1863 roku. Ze względu na niedokładność pozycji podanej przez odkrywcę identyfikacja tej galaktyki jako NGC 1109 nie jest pewna.
W galaktyce tej zaobserwowano supernową SN 2007so.